# Alcides Báez
Alcides Antonio Báez Fleytas (Asunción, 1947. január 17. – 2023. október 8.) válogatott paraguayi labdarúgó, kapus.

## Pályafutása

### Klubcsapatban
1968-ban az asuncióni River Plate, 1969–70-ben a Club Libertad, 1971 és 1974 között a Cerro Porteño, 1974–75-ben a spanyol CD Tenerife, 1975 és 1981 között ismét a Club Libertad labdarúgója volt. A Cerro Porteño csapatával három, a Club Libetraddal egy paraguayi bajnoki címet szerzett.

### A válogatottban
1971 és 1979 között 16 alkalommal szerepelt a paraguayi válogatottban. Tagja volt az 1979-es Copa América győztes csapatnak.

## Sikerei, díjai
Paraguay
- Copa América
  - aranyérmes: 1979

 Cerro Porteño
- Paraguayi bajnokság
  - bajnok (3): 1972, 1973, 1974

 Club Libertad
- Paraguayi bajnokság
  - bajnok: 1976